# Mont Kemmel
Pour la localité, voir Kemmel.
Le mont Kemmel (Kemmelberg) est le point culminant de la province de Flandre-Occidentale, en Belgique. Son altitude est de 154 m. Le sommet est matérialisé par une borne géodésique de l'Institut géographique militaire, mise en place en octobre 1951, à proximité du domaine militaire. Il se situe sur la commune de Heuvelland, à 1,5 km du village de Kemmel.

## Géologie
Comme les autres monts des Flandres, le mont Kemmel est apparu à la fin du Miocène. La mer recouvrait à l'époque la Flandre. Lorsque la mer se retira vers le nord, les sables déposés furent exposés à l'érosion. Leur oxydation forma du grès, et les anciennes dunes formèrent les monts.

## Histoire

### Époque romaine
Il y a environ 2 500 ans, une communauté celte s'établit sur le mont Kemmel. Elle y construisit un fort, et entretint des relations commerciales avec les Romains.
Une hypothèse est que la richesse antique du mont Kemmel durant le temps protohistoriques et gallo-romains venait du fait que les commerçants avaient en abondance du sel qui leur était fourni par les sauniers qui opéraient dans la région de l'actuelle Flandre maritime belge (La Panne). Ces derniers produisaient des « pains de sels » ignigènes (c'est-à-dire résultant de l'évaporation de grands volumes d'eau de mer dans des fours alimentés par du bois), utilisés pour saler la viande ou le poisson. Ces sauniers étaient présents par exemple à La Panne au moins depuis 800 ans av. J.-C. Produit en Gaule belgique, le « jambon ménapien » était réputé jusqu'à Rome où les familles riches l'importaient, via les voies romaines.

### Première Guerre mondiale
Deux mille ans plus tard environ, lors de la Première Guerre mondiale, le mont Kemmel était — outre un point géodésique de repère pour les artilleurs — un site stratégique convoité par les belligérants. À la suite de leur offensive au printemps 1918, les Allemands s'emparent du mont le 25 avril, faisant usage notamment d'obus à gaz. L'armée française contre-attaque le lendemain mais les Allemands progressent jusqu'à l'étang de Dikkebus. Le 29 avril, cette progression est arrêtée. Les combats se poursuivent jusqu'à la fin du mois de juillet. Le mont Kemmel est repris aux Allemands le 5 septembre 1918 par les troupes franco-britanniques. À la fin des combats, le mont est « chauve ». Après plusieurs mois de désobusage et de déminage, des arbres (feuillus) y sont plantés, dans le cadre de la reconstruction.

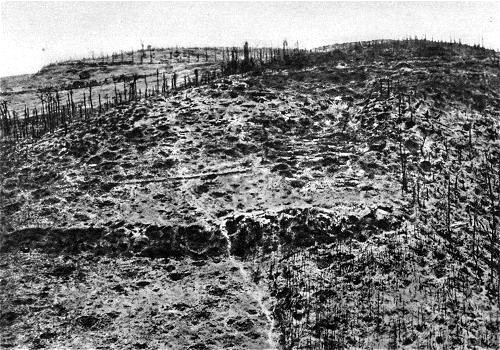
Mont Kemmel à la fin de la Première Guerre mondiale (1918), après pilonnage par les obus de l'artillerie ; des milliers de soldats sont morts là, dont de nombreux Français.
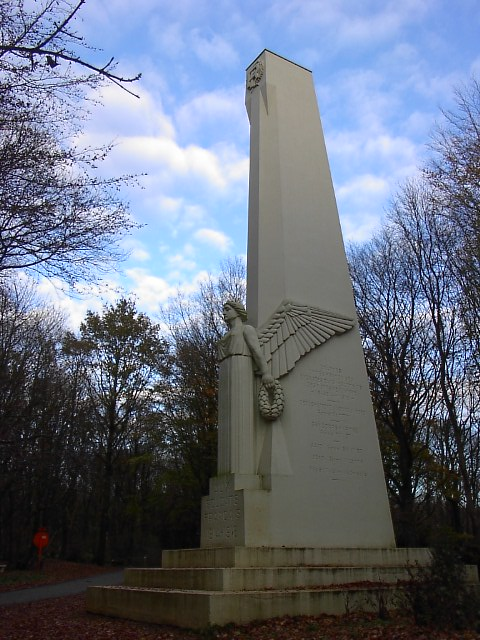
Monument aux soldats français dit « l'Ange » (Den Engel).
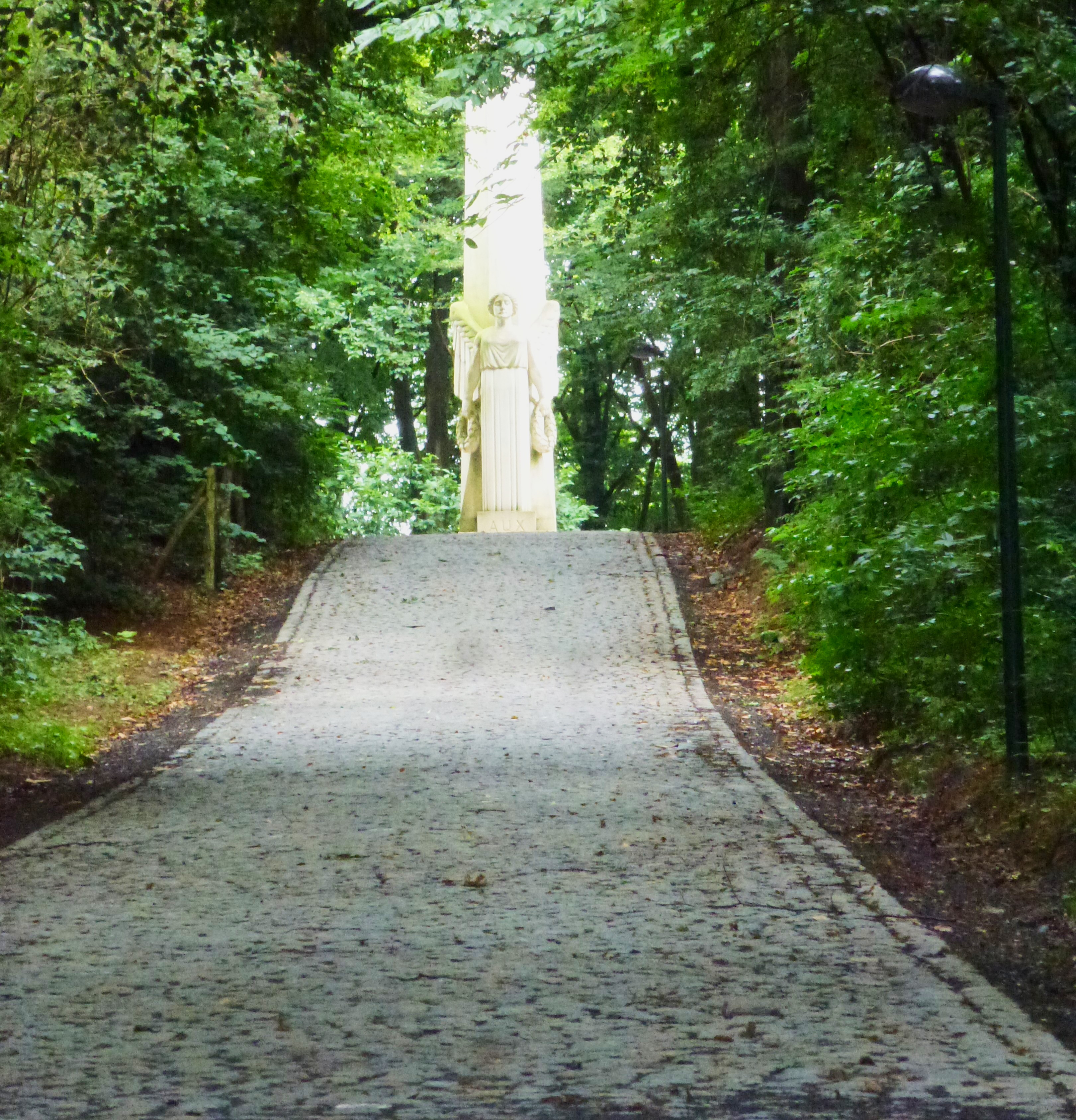
L'allée menant à la colonne commémorative aux soldats français.

### Seconde Guerre mondiale
Pendant la Seconde Guerre mondiale, le mont est à nouveau un enjeu stratégique pour les Allemands, comme pour les Alliés. Sous le mont se trouve encore le bunker de commandement qui abrita de 1953 à 1995 l'état-major de l'armée belge. Ce bunker sera transformé à partir de 2007 en musée de la guerre. Une statue et un ossuaire, où sont enterrés plus de 5 000 soldats inconnus, rendent hommage aux soldats français qui ont combattu durant la Grande Guerre ; certains d'entre eux et dont la majeure partie des corps n'ont pu être identifiés sont enterrés dans cet ossuaire. Haute de 16 mètres, la colonne comprend une statue représentant la déesse romaine de la victoire. Elle mesurait à l'origine 18 mètres et était surmontée d'une statue représentant un soldat français. Celle-ci fut frappée par la foudre durant les années 1970 et ne fut pas remplacée. Le nom officiel du monument est « Monument Aux Soldats Français », mais il est communément appelé Den Engel (« l'Ange »).

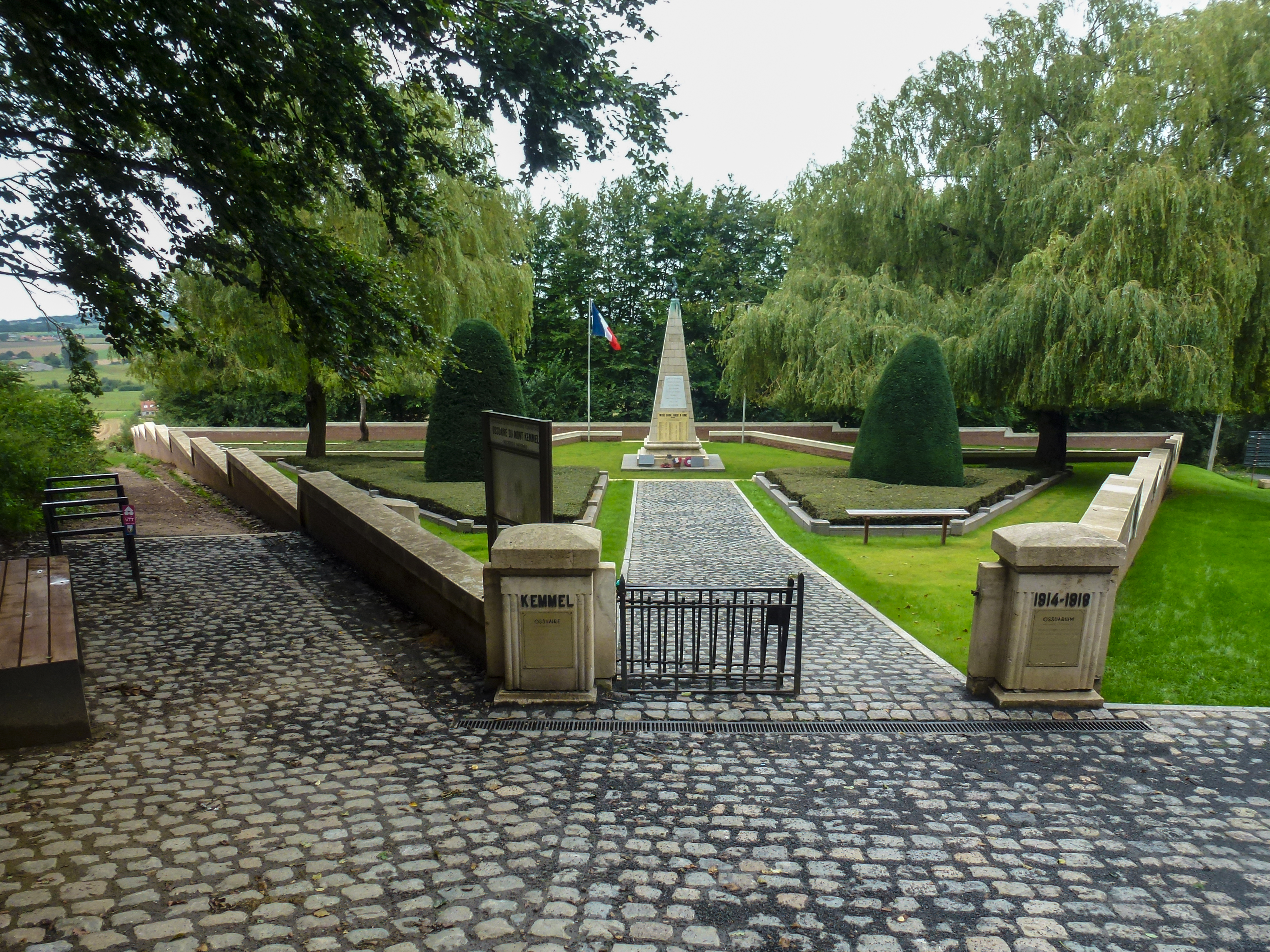
L'ossuaire du mont Kemmel (Kemmelberg).
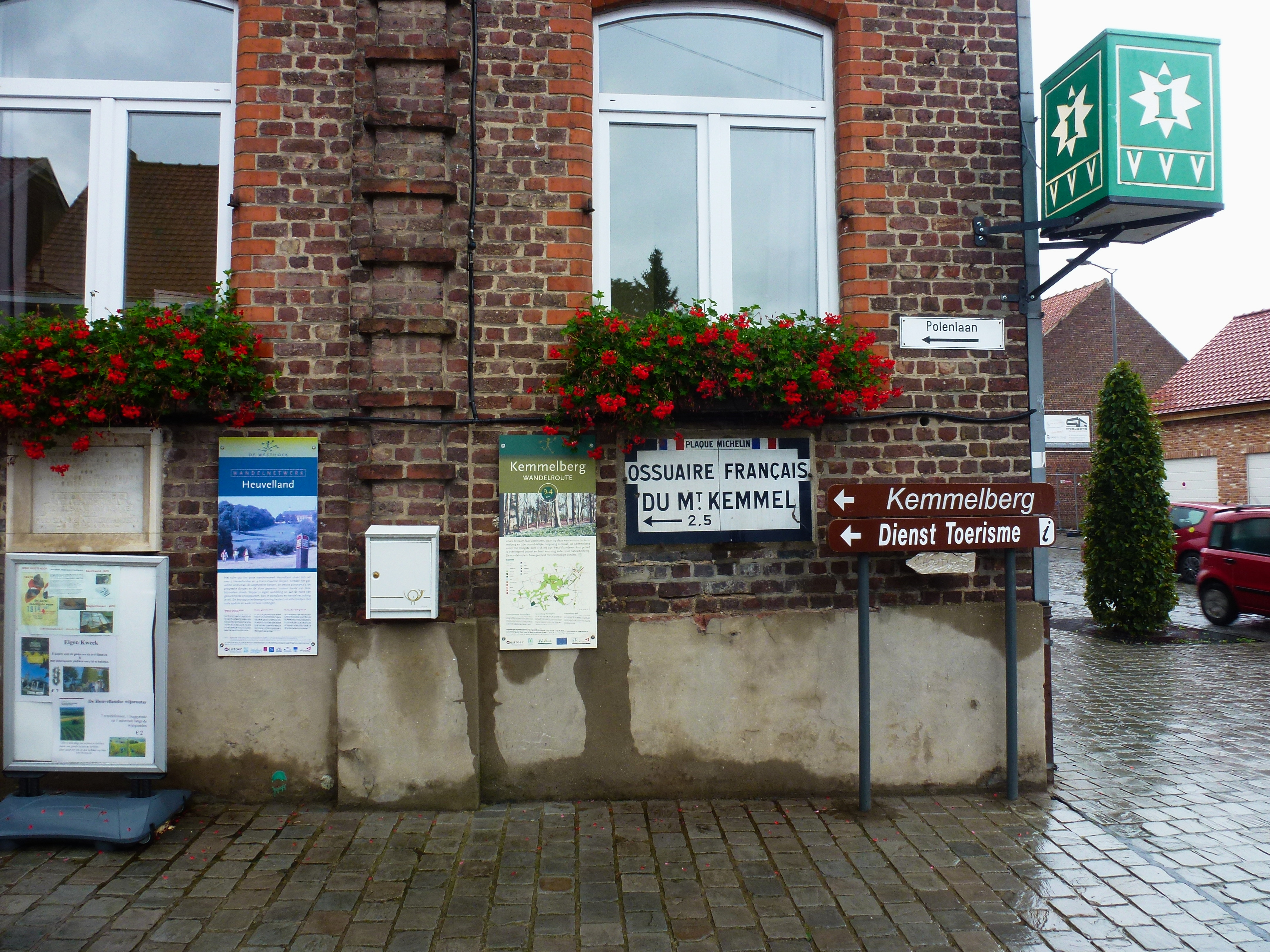
La borne Michelin de l'ossuaire du mont Kemmel sur l'office de tourisme.
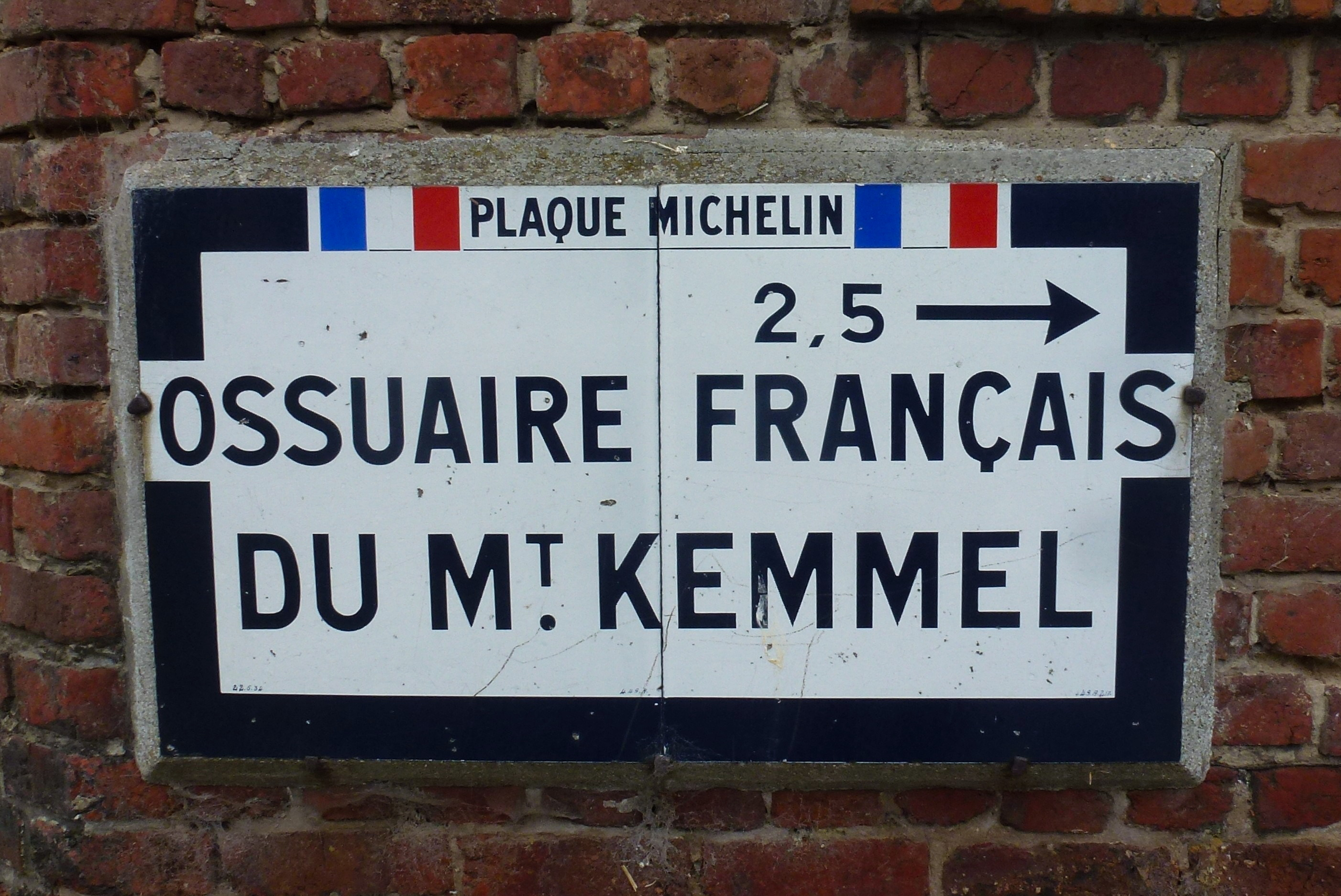
La borne Michelin de l'ossuaire du mont Kemmel.

## Sport
Dans le monde du sport, le mont Kemmel est connu en tant que juge de paix de la course cycliste Gand-Wevelgem, courue en avril. Il se situe également sur le parcours d'autres courses professionnelles comme les Quatre Jours de Dunkerque, les Trois Jours de La Panne, le Circuit franco-belge ou les Trois Jours de Flandre-Occidentale. Il fut emprunté durant les Championnats du monde de cyclisme sur route de 1950, qui couronnèrent le Belge Briek Schotte. Les pavés et la forte pente de la route (avec un maximum à 23 %) font l'intérêt du lieu, mais suscitent également des critiques du fait de la dangerosité du passage. Ainsi en 2003, le peloton des Trois Jours de La Panne refusa de passer par le mont Kemmel.
Selon Cotacol, un ouvrage de référence belge qui examine et classe tous les monts dans le pays, l'ascension du Kemmelberg utilisée lors de Gand-Wevelgem 2016 est la montée la plus difficile de toutes les courses flamandes. Ils lui ont donné un score global de 183 points, soit plus que le Koppenberg, le Mur de Grammont ou que la montée traditionnelle du Kemmelberg.
C'est aussi un haut-lieu du rallye automobile d'Ypres comptant pour le championnat d'Europe des rallyes disputé fin juin.